# Aßling
Aßling è un comune tedesco di 4 281 abitanti, situato nel land della Baviera.